# 104
Cette page concerne l'année 104  du calendrier julien. Pour l'année 104 av. J.-C., voir 104 av. J.-C. Pour le nombre 104, voir 104 (nombre). Pour les utilisations du nombre 104, voir ici.
L'année 104 est une année bissextile qui commence un lundi.

## Événements
- Incendie de la colline de l'Oppius et de la Domus aurea à Rome[1]. Début de la construction des Thermes de Trajan sur les ruines (fin en 109).

## Décès en 104
- Martial, poète latin (date approximative)